# روبرت تابان موريس
روبرت تابان موريس (بالإنجليزية: Robert Tappan Morris) مواليد 8 نوفمبر 1965 في الولايات المتحدة، هو رائد أعمال وعالم حاسوب أمريكي. مشهور بصنع دودة موريس في عام 1988، والتي تعتبر أول دودة حاسوب على الإنترنت، بالإضافة لتأسيسه لعدة شركات.
حوكم موريس بسبب إطلاقه للدودة، وأصبح أول شخص يدان بموجب قانون الاحتيال وإساءة استخدام الحاسوب. أسس شركة واي كامبنيتور بالشراكة مع بول غراهام. انضم في وقت لاحق إلى أعضاء هيئة التدريس في قسم الهندسة الكهربائية وعلوم الحاسوب في معهد ماساتشوستس للتقنية، حيث حصل على التثبيت الوظيفي في عام 2006.

## النشأة
عمل موريس في مختبرات بل وساهم في تصميم نظامي مولتكس ويونكس، كما عمل في وكالة الأمن القومي، ودرس في جامعة هارفارد ثم تخرج من جامعة كورنيل.

## وصلات خارجية
- الموقع الإلكتروني